# Teoria delle intelligenze multiple
La teoria delle intelligenze multiple (in inglese: Multiple Intelligences Theory, MI Theory) è una teoria dell'intelligenza proposta da Howard Gardner, uno psicologo e neuroscienziato e uno dei fondatori del Progetto Zero, un gruppo di ricerca all'Harvard Graduate School of Education.
La teoria è controversa siccome, secondo i detrattori, non è stata ancora dimostrata empiricamente. Inoltre, gli studi di neuroscienza all'avanguardia hanno portato a scoperte che mettono in difficoltà la concezione modulare dell'intelligenza elaborata da Gardner.

## Origine
La teoria è stata originata da Howard Gardner dopo i suoi studi di psicologia dello sviluppo e cognitiva nella metà degli Anni '60, durante il suo dottorato di ricerca all'Università di Harvard: nelle opere non venivano mai inseriti riferimenti alle Arti; Gardner era molto sensibile a questo tema siccome era un pianista. Contestualmente, Gardner ha lavorato per vent'anni sul concetto di "abilità" come concetto unificato.
All'epoca, alcuni dei primi psicologi che hanno provato a definire l'intelligenza, come Charles Spearman (1927) e Lewis Terman (1975), avevano una visione unitaria e monolitica dell'intelligenza: secondo le loro definizioni, l'intelligenza era la singola capacità generale di concettualizzazione e problem solving. Nello stesso periodo, psicologi come L. L. Thurstone (1960), J. P. Guilford (1967), Raymond Cattell (1971) e Philip Vernon (1971) mettevano già in discussione questa idea siccome concepivano l'intelligenza come suddivisa in fattori; gli ultimi due studiosi, in più stabilivano una gerarchia tra fattori, mentre Thurstone postulava l'equivalenza tra fattori e dunque l'inesistenza di una scala gerarchica.
Nel 1979, la Harvard Graduate School of Education ricevette un finanziamento ingente dalla Bernard van Leer Foundation, un'associazione olandese, per implementare il progetto Potenziale Umano: questo progetto era finalizzato a svolgere ricerca sul potenziale umano per capire come si realizza. All'interno del progetto, il ruolo di Gardner era quello di sintetizzare tutte le scoperte sulla cognizione umana appartenenti alle scienze comportamentali e biologiche. Gardner iniziò dunque a raccogliere i risultati sullo sviluppo delle capacità cognitive nei bambini sia normodotati che dotati e le difficoltà nello sviluppo di tali capacità nei bambini affetti da patologie (e.g., lesioni cerebrali); contemporaneamente, insieme ai colleghi, iniziò a combinare i risultati del tempo dalle neuroscienze, antropologia, psicologia e altri campi rilevanti.
Durante lo studio di come i bambini acquisiscono l'uso dei simboli in 7 diverse aree, dal canto al disegno di una storia; contestualmente, ha svolto una tassonomia delle capacità intellettuali umane. Durante questi lavori, ha chiamato queste facoltà "intelligenze multiple". Questo momento ha marcato la nascita della teoria delle intelligenze multiple, che ha sviluppato in delle opere successive. Le basi delle osservazioni di Gardner sono comunque diverse da quelle di L. L. Thurstone e di J. P. Guilford.
Un'opera topicale è Frames of Mind: the Theory of Multiple Intelligences, scritta nel 1981, pubblicata nel 1983 e ripubblicata nel 1993, 2004 e 2011; quest'opera è stata anche la prima di una trilogia pubblicata durante il progetto Potenziale Umano (le altre due sono Of Human Potential, un trattato filosofico sulla natura umana e sul potenziale umano, e Human Conditions: The Cultural Basis of Educational Development, che parla di neurosviluppo). Frames of Mind è diventata un libro celebre al momento della pubblicazione. Alcune scuole hanno riorganizzato il proprio insegnamento intorno alla teoria delle intelligenze multiple, per cui una teoria appartenente al campo della psicologia è stata applicata nel campo dell'educazione; contemporaneamente, sono sorti i primi gruppi di ricerca su questa teoria, come ad esempio il Project Spectrum. Quest'ultimo aveva l'obiettivo di sviluppare un test in 15 task per misurare ogni singola intelligenza nei bambini. Infine, Gardner ha pubblicato tre libri per trattare degli esempi di menti creative (Creating Minds), dotate di capacità di leadership (Leading Minds) e capaci di ottenere grandi risultati (Extraordinary Minds); tutti e tre i libri sono correlati alla teoria delle intelligenze multiple. In particolare, nel primo libro Gardner definisce un individuo "creativo" come un individuo che risolve regolarmente problemi o produce prodotti all'interno di un dominio (e.g., la musica) e il cui lavoro è considerato sia nuovo che accettabile dalla comunità che ruota intorno al suo campo; sette esempi citati e analizzati sono Sigmund Freud, Albert Einstein, Igor Stravinsky, Pablo Picasso, Thomas Sterne Eliot, Martha Graham e Mahatma Gandhi.

## Presentazione
Secondo Gardner, l'intelligenza è una qualità che non è un blocco unico e monolitico, ma è divisa in più tipi di intelligenze autonome che ci rendono umani, dal punto di vista cognitivo. Esse sono 11, se si include l'undicesima intelligenza non postulata originariamente da Gardner:
- intelligenza spaziale
- intelligenza fisico-cinestetica
- intelligenza musicale
- intelligenza interpersonale
- intelligenza intrapersonale
- intelligenza logico-matematica
- intelligenza linguistica
- intelligenza naturalistica
- intelligenza esistenziale
- intelligenza pedagogica
- intelligenza digitale (proposta da Antonio Battro e Percival J. Denham nel 2007 in "Verso l'intelligenza digitale")[3]

La visione dell'intelligenza di Gardner è dunque modulare, siccome l'intelligenza è suddivisa in unità distinte (moduli), cioè le intelligenze. Ognuna di queste intelligenze ha un fine artistico che deriva dall'uso che una persona ne fa. Una singola intelligenza è, secondo Gardner, "l'abilità di risolvere problemi o di creare prodotti che hanno valore all'interno di uno o più contesti culturali". Secondo un'altra definizione sempre di Gardner, una singola intelligenza è "un potenziale bio-psicologico per processare un'informazione che verrà poi attivata in un contesto culturale per risolvere problemi o creare prodotti considerati di valore in quel contesto culturale". Pertanto, le intelligenze sono sempre espresse in contesto di svolgimento di task; non esistono le intelligenze "pure" e astratte, che si esprimono in modo puro e diretto. Per esempio, l'intelligenza spaziale si esprime nello svolgimento di puzzle. Le intelligenze inoltre sono diverse dai "domìni" (domain): per esempio, l'intelligenza musicale è uno dei tipi di intelligenza, mentre "la musica" è un dominio. Un concetto simile è quello di "campo" (field): la musica è anche un campo. Il "campo" è un concetto nato in sociologia e include anche le istituzioni e persone (dunque gli stakeholder/portatori di interessi) e i metri di giudizio di un lavoro (e.g., premi, riconoscimenti, certificati).
Secondo Gardner, in ogni momento una persona è soggetta a punti di forza e di debolezza intellettivi che derivano da cause genetiche e ambientali. Le intelligenze multiple non sono equivalenti agli "stili di apprendimento" e ai sistemi sensoriali. L'intelligenza è definita da Gardner sia come una proprietà che tutti gli esseri umani possiedono che una dimensione discreta su un totale di 7. La visione di Gardner è anti-razzista, per cui non si può ascrivere la presenza o assenza di una o più intelligenze a una determinata etnia. Le intelligenze, siccome sono manifestate con l'utilizzo in contesto, di per sé non sono né positive, né negative: l'uso decreta questo giudizio di valore. Ad esempio, sia Goethe che Goebbels erano dotati di intelligenza linguistica, tuttavia Goethe l'ha usata per scopi costruttivi (e.g., scrivere romanzi, poesie e opere teatrali), mentre Goebbels l'ha usata per scopi distruttivi (è diventato il Ministro della Propaganda durante il Terzo Reich). Siccome l'uso deriva da una scelta, le intelligenze hanno una dimensione etica; capire come indirizzarle verso scopi benefici e costruttivi, secondo Gardner, può essere un campo di ricerca.
Gardner non riconosce nella propria teoria alcune intelligenze proposte nell'arco degli altri da altri studiosi, come l'intelligenza spirituale e l'intelligenza sessuale o l'attenzione come forma di intelligenza secondo la proposta di Michael Posner. Tuttavia, non ha mai attaccato l'intelligenza digitale proposta da Antonio Battro. La decisione su cosa sia un'"intelligenza", a detta di Gardner, è comunque una questione di giudizio siccome non deriva dall'applicazione rigida di uno schema o algoritmo. Gardner, nel periodo di fioritura degli studi sull'Effetto Mozart, si è posto domande su una possibile relazione tra intelligenza musicale e intelligenza spaziale. Il dibattito sulla tassonomia di intelligenze ha anche toccato la relazione tra intelligenza logica e matematica, che secondo alcuni studiosi sono separabili. All'interno di un dominio, le intelligenze possono manifestarsi insieme (e.g., nel dominio della "musica", per esempio quando si suona un brano con uno strumento musicale, sono manifestate l'intelligenza musicale, fisico-cinestetica e intrapersonale).
Gardner è un detrattore del concetto di quoziente intellettivo e del test del QI in psicometria siccome si basa sulla misurazione delle sole abilità logiche e linguistiche; inoltre, è anche scettico delle misure dell'intelligenza basate sul tempo di reazione e sulla misurazione delle onde cerebrali.
Lo sviluppo dell'intelligenza negli umani è studiata dalla psicologia dello sviluppo (developmental psychology). Secondo la psicologia dello sviluppo, il processo di sviluppo dell'intelligenza è caratterizzato dalla presenza di vincoli o limiti ("constraints"). Ad esempio, i bambini di pochissimi anni imparano il linguaggio attraverso l'acquisizione linguistica come strategia e non attraverso lo studio verticale della grammatica e del vocabolario. I bambini, già da giovani, hanno delle teorie sul mondo, che nel corso dell'educazione sono difficili da alterare (diversamente da quanto credeva Jean Piaget). Un'opera di Gardner che approfondisce il nesso tra la teoria delle intelligenze multiple e gli studi sui vincoli in psicologia dello sviluppo è The Unschooled Mind (1991). Durante la vita di un individuo, le intelligenze si sviluppano in modo continuo.
Secondo uno dei detrattori della teoria, David Feldman, la teoria delle intelligenze multiple è nata con l'intenzione di screditare il concetto di quoziente intellettivo, tuttavia Gardner ha replicato che non è questo l'obiettivo della teoria. Un'opera di detrazione di questa teoria è Howard Gardner Under Fire (2006), scritta da 13 studiosi. Un'altra opera che contiene critiche alla teoria è MI at 25, scritta da vari autori tra cui Noam Chomsky, Mihaly Csikszentmihalyi, Michael Posner, Deborah Meier, Linda Darling-Hammond e Charles Murray. Gardner ha risposto ad alcune di queste critiche.

### Criteri di individuazione di un'intelligenza
Secondo Gardner, i criteri di individuazione di un'intelligenza sono i seguenti:
- danni cerebrali: se un danno cerebrale annulla una capacità umana (questa causa proviene in particolare dalla neuropsicologia)
- esistenza di bambini prodigio e savant e di deficit: presenza di soggetti che hanno capacità eccezionali e precoci o grandi deficit derivati, ad esempio, da ritardo mentale
- l'esistenza di una o più operazioni basilari di codifica delle informazioni (information processing) che codificano tipi specifici di input: nel caso limite, un'intelligenza è definibile come un meccanismo neurale o sistema di computazione che è geneticamente pre-programmato per essere attivato da certi tipi di informazioni in input dall'estero o interno
- una storia di sviluppo individuale
- una storia evolutiva nella storia dell'umanità
- supporto da task di psicologia sperimentale
- prove provenienti dalla psicometria: solo in tal caso, Gardner è favore dei test del QI
- possibilità di essere codificata (encoding) in un sistema di simboli: tre esempi di sistemi di simboli sono il linguaggio, la pittura e la matematica

### Descrizione delle singole intelligenze multiple
Secondo Gardner, non può esistere un'unica e irrefutabile lista di intelligenze, a meno che si tiene conto di un unico parametro di indagine (e.g., la neurobiologia) o di un unico obiettivo (e.g., andare bene in un'università tecnica). Gardner ha comunque elaborato la seguente lista di intelligenze nel tentativo di raffinare la classificazione delle competenze intellettuali umane:
- intelligenza spaziale: sapere risolvere problemi di natura spaziale (e.g., rotazione di figure, anche complesse, bidimensionali e tridimensionali; creazione di origami; esperimenti di visualizzazione mentale con oggetti in movimento; trova le differenze tra due o più disegni), sapere disegnare oggetti e mappe a partire da uno stimolo visivo memorizzato (anche effettuando trasformazioni degli stimoli visivi) e sapere disegnare l'altra metà di un disegno, memorizzare disegni e oggetti (contorni delle figure, dettagli, grandezze, luci e ombre, le posizioni degli scacchi su una scacchiera...), memorizzare parti di film (dunque non delle mere immagini statiche), riuscire a percepire le proporzioni/bilanciamenti e sproporzioni/sbilanciamenti all'interno di un'opera visiva o oggetto (e.g., quadri, sculture, oggetti naturali come cascate), trovare somiglianze anche tra ambiti in apparenza molto diversi per ricavare metafore (e.g., tra i sistemi di microrganismi e i sistemi sociali umani, tra l'evoluzione delle specie e un albero con ramificazioni, tra l'inconscio e un iceberg, tra l'atomo e un piccolo sistema solare), abilità di muoversi e orientarsi nello spazio, sapere leggere una mappa, sapere assemblare un oggetto, capire un oggetto dal contorno o effettuare una pareidolia (e.g., elaborare delle figure a partire dalle crepe su una parete). Due branche della matematica correlate con l'intelligenza spaziale in particolare sono l'algebra e, in misura maggiore, la topologia. Gardner non ha chiamato l'intelligenza spaziale "intelligenza visiva" anche se deriva in gran parte dall'osservazione del mondo esterno siccome l'intelligenza spaziale è presente anche negli individui non vedenti: ad esempio, riescono a concettualizzare una figura se ne toccano i rilievi. L'esistenza della memoria eidetica/fotografica è controversa negli adulti. L'intelligenza spaziale ha legami con quella logico-matematica.[1]

- intelligenza fisico-cinestetica: detta anche "intelligenza corporea" (bodily intelligence), consiste nel sapere usare il corpo in modo espressivo. Degli esempi sono l'arte del mimo, sapere suonare uno strumento musicale, praticare uno sport e/o danzare a un buon livello, avere delle capacità artigianali e chirurgiche, sapere guidare dei macchinari anche complessi, sapere scrivere velocemente al computer, avere abilità di combattimento e autodifesa (anche con armi da contatto), sapere recitare. L'intelligenza corporea si manifesta con o senza manipolazione di oggetti (e.g., strumenti musicali): in sport senza attrezzi, nella mimica e in quasi tutte le danze, non si manipolano oggetti. Nel caso limite, una sequenza di gesti viene imparata talmente bene da essere automatizzata. I primi esempi di capacità artigianali è rappresentata dalla costruzione e utilizzo dei primi utensili da parte di Homo Habilis. Le performance in generale (e.g., musica, mimica e danza) sono accomunate dall'uso/espressione dell'intelligenza fisico-cinestetica, interpersonale e intrapersonale; ad alcune, si aggiunge l'intelligenza musicale (che ha legami con l'intelligenza logico-matematica), l'intelligenza spaziale e l'intelligenza linguistica.[1]

- intelligenza musicale: sapere comporre e/o finire una melodia incompleta (anche in più stili), sapere suonare almeno uno strumento musicale, possedere la memoria tonale (cioè la capacità di richiamare alla memoria un motivo musicale appena sentito), sapere cogliere vari elementi musicali durante l'ascolto di un brano (melodia, timbri, armonie e cadenze, ritmi, scale e modi musicali, espressività...). L'intelligenza musicale ha legami con quella spaziale, fisico-cinestetica (movimento degli arti, danza, espressività), intrapersonale, interpersonale e logico-matematica. Gardner non ha chiamato l'intelligenza musicale "intelligenza uditiva" per distinguere bene l'intelligenza musicale da quella linguistica.[1]
- intelligenza intrapersonale: è il primo tipo di intelligenza personale e si manifesta quando un individuo ha conoscenza di se stesso (desideri, obiettivi, ansie, problemi) e sa indentificare le proprie emozioni.[1]
- intelligenza interpersonale: è il secondo tipo di intelligenza personale e si manifesta quando un individuo sa rapportarsi con gli altri individui in società (per fare funzionare la comunità e/o per obiettivi personali) e sa identificare le emozioni e intenzioni altrui attraverso l'empatia e l'osservazione.[1]
- intelligenza logico-matematica: capacità di usare la logica e svolgere calcoli matematici usando sia oggetti reali che simboli e stringhe di simboli come le equazioni (dunque un elemento/significante che sostituisce un oggetto/referente), sapere risolvere problemi e/o dare dimostrazioni matematiche e logiche, sapere stimare una quantità, sapere sequenziare il tempo. L'intelligenza logico-matematica ha legami con l'intelligenza musicale. Esiste anche un nesso in senso lato con l'intelligenza linguistica, siccome tale intelligenza opera con un proprio insieme di regole logiche. Cita anche il nesso in senso lato con l'intelligenza spaziale (e.g., gioco degli scacchi, ingegneria e architettura).[1]
- intelligenza linguistica: conoscenza della semantica di una parola (conoscere e sapere spiegare i significati e sfumature positive/negative) e competenza semantica (sapere scegliere la parola migliore per scrivere anche intorno a cose complesse come emozioni e sensazioni), conoscenza della fonologia e sensibilità verso di essa (e.g., allitterazioni, accenti), conoscenza della sintassi e capacità di seguirla e non seguirla (e.g., in poesia), conoscenza e competenza in pragmatica e retorica (e.g., sapere cosa e come scrivere in base al proprio obiettivo comunicativo, conoscenza degli atti di discorso), capacità di riflettere sul linguaggio stesso (analisi meta-linguistica, proprietà riflessiva della lingua che si sostanzia nelle varie aree della linguistica), capacità di memorizzare testi o lunghe liste di parole come i nomi dei clan (competenza usata soprattutto quando la conoscenza si tramandava oralmente nelle società prealfabetizzate), capacità di risolvere cruciverba e puzzle basati su acrostici, sapere interpretare e formare giochi di parole.[1]
- intelligenza naturalistica: l'intelligenza naturalistica, ipotizzata da Gardner nella metà degli Anni '90, permette agli individui di identificare e distinguere tra loro animali, piante, tipi di rocce e fenomeni meteorologici all'interno del mondo naturale. Pertanto, appartiene ai domini della zoologia, botanica e meteorologia. Questo tipo di intelligenza era cruciale per la sopravvivenza nelle società preistoriche.[4]
- intelligenza esistenziale: l'intelligenza esistenziale, ipotizzata da Gardner in un secondo momento, permette agli individui di svolgere ragionamenti astratti su questioni ontologiche fondamentali[3] (e.g., qual è il senso della vita, perché moriamo, perché esistiamo).
- intelligenza pedagogica: già nel suo libro Frames of Mind, Gardner indicava la capacità di spiegare e insegnare qualcosa (anche attraverso metafore) come un utilizzo del linguaggio e parte dell'intelligenza linguistica. Gardner in un secondo momento ha postulato questo tipo di intelligenza[1] senza tuttavia andare nello specifico (e.g., non ha accennato alla conoscenza della psicologia della scuola e apprendimento, alla conoscenza della neurodidattica e neuropedagogia delle varie discipline e alla competenza intesa come implicazioni pedagogiche e andragogiche di questo corpus di conoscenze neuroscientifiche)
- intelligenza digitale (proposta da Antonio Battro e Percival J. Denham): secondo gli studiosi, l'intelligenza digitale non è una prerogativa della società moderna, tuttavia proprio in quest'ultima la presenza dei computer e delle reti e dunque l'avvento di un salto digitale porta allo sviluppo di un nuovo modo di pensare e creare. Quest'ultimo si basa sui simbolismi del mondo digitale. Battro, al momento della proposta di questa nuova capacità umana, non l'ha comunque descritta come dimostrata in modo definitivo. L'alternativa è considerare l'intelligenza digitale come parte dell'intelligenza logico-matematica o linguistica. La capacità digitale si baserebbe sulla capacità già insita nel cervello umano di pensare in modo sia digitale che analogico. Battro ha infine spiegato che l'intelligenza digitale rispetta i criteri indicati da Gardner per l'individuazione come "intelligenza": viene alterata da lesioni cerebrali, è rintracciabile nella Storia evolutiva umana, è suddivisibile in sotto-intelligenze (la scelta binaria e l'euristica binaria), si può codificare in un sistema simbolico particolare, si sviluppa da uno stadio di principiante a esperto, presenza di interferenze tra l'esercizio di un'intelligenza e un'altra, presenza di prodigi e savant e possibilità di misurazione in psicometria.[3]

### Applicazione nelle scuole
Le prime applicazioni della teoria delle intelligenze multiple nelle scuole e le prime ricerche in merito sono iniziate dopo la pubblicazione di "Frames of Mind". In un secondo momento, lo stesso Gardner ha svolto ricerca su questo tema. Secondo la visione di Gardner, per applicare la teoria delle intelligenze multiple a scuola, i docenti in un primo momento devono "individualizzare", cioè capire il profilo di intelligenze di ogni studente; dopodiché, devono "pluralizzare", cioè decidere quali topic, concetti e idee sono i più importanti e presentarli/insegnarli in una varietà di modi per permettere alla conoscenza di raggiungere il maggior numero di studenti possibile. Inoltre, la molteplicità di modi di insegnare uno stesso concetto permette agli studenti di capirlo meglio siccome gli studenti usano tutte le proprie intelligenze per imparare e pensare. Gardner è inoltre uno dei 42 autori di un libro che ha discusso l'applicazione di questa teoria in alcune scuole del mondo, Multiple Intelligences Around the World (2009). 

## Critiche recenti
La teoria delle intelligenze multiple ha subito una serie di critiche lungo gli anni; le più importanti sono state discusse da Gardner, mentre quelle più marginali non sono state prese in considerazioni. 
Secondo una critica del 2023 di Lynn Waterhouse, la teoria delle intelligenze multiple è un "neuro-mito": un neuro-mito è una teoria di neuroscienze che viene comunemente accettata nonostante non sia dimostrata. Nonostante Gardner abbia sostenuto che nel cervello esistano dei moduli (reti neurali apposite) per ogni intelligenza e abbia preso in considerazione gli studi sulle lesioni cerebrali, nessun ricercatore ha svolto una ricerca diretta sul cervello. Inoltre, la teoria di Gardner è basata sulle teorie modulari della cognizione degli Anni '80; queste teorie sono state smentite dagli avanzamenti della neuroscienza nell'arco dei decenni successivi, per cui il cervello non è organizzato in moduli separati e specifici per ogni tipo di cognizione. Inoltre, Gardner come prova cita anche la ricerca del tempo a tema neuroscienza, antropologia e scienze dell'evoluzione; tuttavia, secondo Waterhouse, queste ricerche possono solo formare la base di una teoria, ma non la sua validazione diretta attraverso un test. Dopodiché, l'autrice attacca gli studi sull'efficacia della didattica basata sulle teorie delle intelligenze multiple siccome non sono stati effettuati con i metodi scientifici standard; i risultati positivi all'interno degli studi e delle review sull'efficacia dei metodi di insegnamento basati sulla teoria delle intelligenze multiple non sarebbero direttamente attribuibili alla teoria di background ma ad altri metodi e all'impatto psicologico del carico di novità del metodo di insegnamento (e.g., uso della ripetizione, maggiore attenzione degli studenti, attenzione da parte dell'istruttore a singoli studenti, entusiasmo degli insegnanti). i campioni di questi studi tendenzialmente sono piccoli e manca anche un gruppo di controllo appropriato per fare paragoni. Infine, le stesse intelligenze multiple sono misurate attraverso una serie di test psicometrici che tuttavia non sono standard; pertanto, gli studi che usano questi test non sono comparabili tra loro. Un test in particolare, il Teele Inventory of Multiple Intelligences (TIMI) del 1992 è stato valutato da McMahon et al. (2004) come problematico.
Gardner tuttavia ha spiegato che la sua teoria non è una teoria neurologica, per cui non può essere un neuro-mito. Ma Waterhouse smentisce quest'affermazione siccome Gardner nei fatti basa la sua teoria su considerazioni sulla teoria neurologica dell'intelligenza modulare.
Gli unici due studi che hanno sostenuto di avere confermato la teoria dell'intelligenza modulare (e dunque la teoria delle intelligenze multiple) sono di Shearer e Karanian (2017) e di Shearer (2020b). Il primo studio è una review di 318 studi che è problematica in primis nella metodologia siccome manca la descrizione dell'iter di selezione dei 318 studi. Il secondo studio è una review di 48 studi che è anch'essa problematica insieme al primo siccome entrambe le review descrivono le reti neurali in modo troppo semplificato: una singola intelligenza non può essere collegata a una sola rete isolata siccome le reti neurali tra più tipi di cognizioni sono condivisi; ad esempio, l'elaborazione del linguaggio non fa capo a una singola rete neurale ad hoc, ma fa capo alle reti neurali usate anche nello svolgimento di attività di matematica, musica, logica e di alcune attività motorie. 
In sintesi, secondo l'autrice, la teoria delle intelligenze multiple resta non dimostrata e l'uso esteso di metodi didattici basati su questa teoria dovrebbe essere preceduto da studi ben costruiti sulla loro efficacia. La stessa dimostrazione di efficacia di questa teoria sarebbe già in partenza impossibile siccome Gardner (2020b) ha detto che la sua teoria non può essere dimostrata dalle scoperte nel campo della psicologia cognitiva e neuroscienza siccome, a suo dire, le ricerche in questi campi usano in gran parte gli animali come campioni di studio e non gli esseri umani; inoltre, le generalizzazioni di questi studi, anche se svolti su soggetti umani, secondo Gardner "sono rischiose". Waterhouse contesta queste affermazioni indicando come le ricerche svolte su animali e soggetti umani sono alla base di gran parte della conoscenza sulla cognizione. Pertanto, la psicologia cognitiva e la neuroscienza in futuro può eventualmente confermare questa teoria, per quanto la neuroscienza contemporanea abbia scoperto che esistono reti neurali multi-funzione che dunque mettono in difficoltà una conferma della teoria e tutte le teorie modulari legate alla mente. 
Un'altra ricerca di Martina Ferrero et al. (2021) ribadisce quanto detto siccome non esiste una validazione di questa teoria. La ricerca in questione è una meta-analisi sull'impatto di questa teoria nell'educazione; l'analisi qualitativa ha evidenziato dei difetti metodologici dei 39 studi raccolti, per cui scoraggia l'uso di questa teoria nell'educazione.
La teoria delle intelligenze multiple, se smentita, è declassabile a una filosofia personale e speculativa sull'intelligenza umana. Secondo Harry Morgan (1994), questa teoria deriverebbe da una riformulazione degli stili cognitivi.